# Saint-Saturnin-du-Bois
Pour les articles homonymes, voir Saint-Saturnin.
Saint-Saturnin-du-Bois est une commune du sud-ouest de la France, située dans le département de la Charente-Maritime (région Nouvelle-Aquitaine). Ses habitants sont appelés les Saturninois et les Saturninoises.

## Géographie

### Communes limitrophes
| Saint-Pierre-d'Amilly | Mauzé-sur-le-Mignon (Deux-Sèvres) | Usseau (Deux-Sèvres)   |
| Saint-Georges-du-Bois | Saint-Saturnin-du-Bois            | Priaires (Deux-Sèvres) |
| Surgères              | Saint-Mard                        | Marsais                |

## Urbanisme

### Typologie
Au 1er janvier 2024, Saint-Saturnin-du-Bois est catégorisée commune rurale à habitat dispersé, selon la nouvelle grille communale de densité à 7 niveaux définie par l'Insee en 2022.
Elle est située hors unité urbaine. Par ailleurs la commune fait partie de l'aire d'attraction de Surgères, dont elle est une commune de la couronne,. Cette aire, qui regroupe 9 communes, est catégorisée dans les aires de moins de 50 000 habitants,.

### Occupation des sols
L'occupation des sols de la commune, telle qu'elle ressort de la base de données européenne d’occupation biophysique des sols Corine Land Cover (CLC), est marquée par l'importance des territoires agricoles (91,8 % en 2018), une proportion sensiblement équivalente à celle de 1990 (91,4 %). La répartition détaillée en 2018 est la suivante : 
terres arables (73,9 %), zones agricoles hétérogènes (16,9 %), forêts (4,9 %), zones urbanisées (3,3 %), prairies (1 %). L'évolution de l’occupation des sols de la commune et de ses infrastructures peut être observée sur les différentes représentations cartographiques du territoire : la carte de Cassini (XVIIIe siècle), la carte d'état-major (1820-1866) et les cartes ou photos aériennes de l'IGN pour la période actuelle (1950 à aujourd'hui).

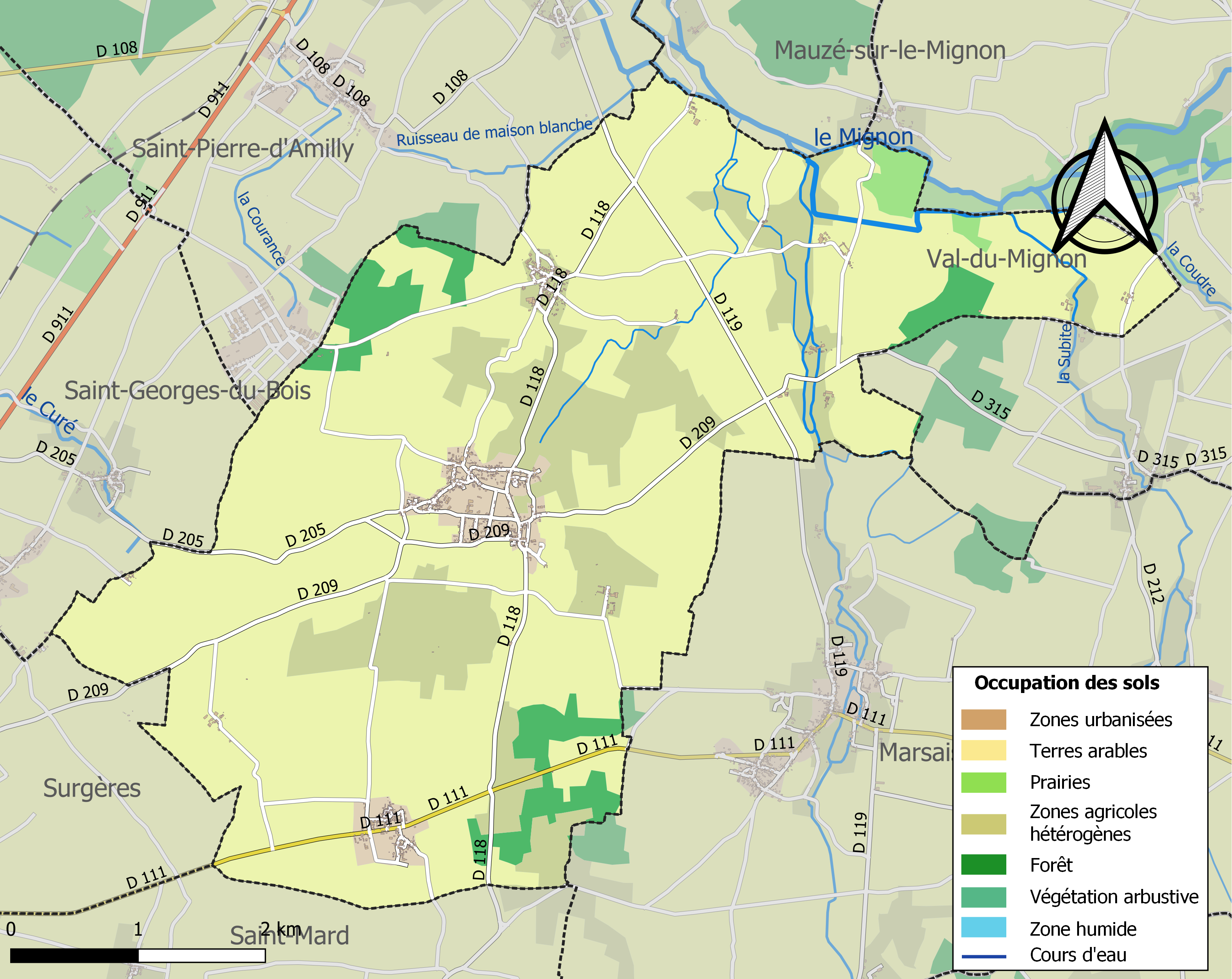
Carte des infrastructures et de l'occupation des sols de la commune en 2018 (CLC).

### Risques majeurs
Le territoire de la commune de Saint-Saturnin-du-Bois est vulnérable à différents aléas naturels : météorologiques (tempête, orage, neige, grand froid, canicule ou sécheresse), inondations, mouvements de terrains et séisme (sismicité modérée). Il est également exposé à un risque technologique,  le transport de matières dangereuses. Un site publié par le BRGM permet d'évaluer simplement et rapidement les risques d'un bien localisé soit par son adresse soit par le numéro de sa parcelle.

#### Risques naturels
Certaines parties du territoire communal sont susceptibles d’être affectées par le risque d’inondation par débordement de cours d'eau, notamment le Mignon. La commune a été reconnue en état de catastrophe naturelle au titre des dommages causés par les inondations et coulées de boue survenues en 1982, 1993, 1999 et 2010,.

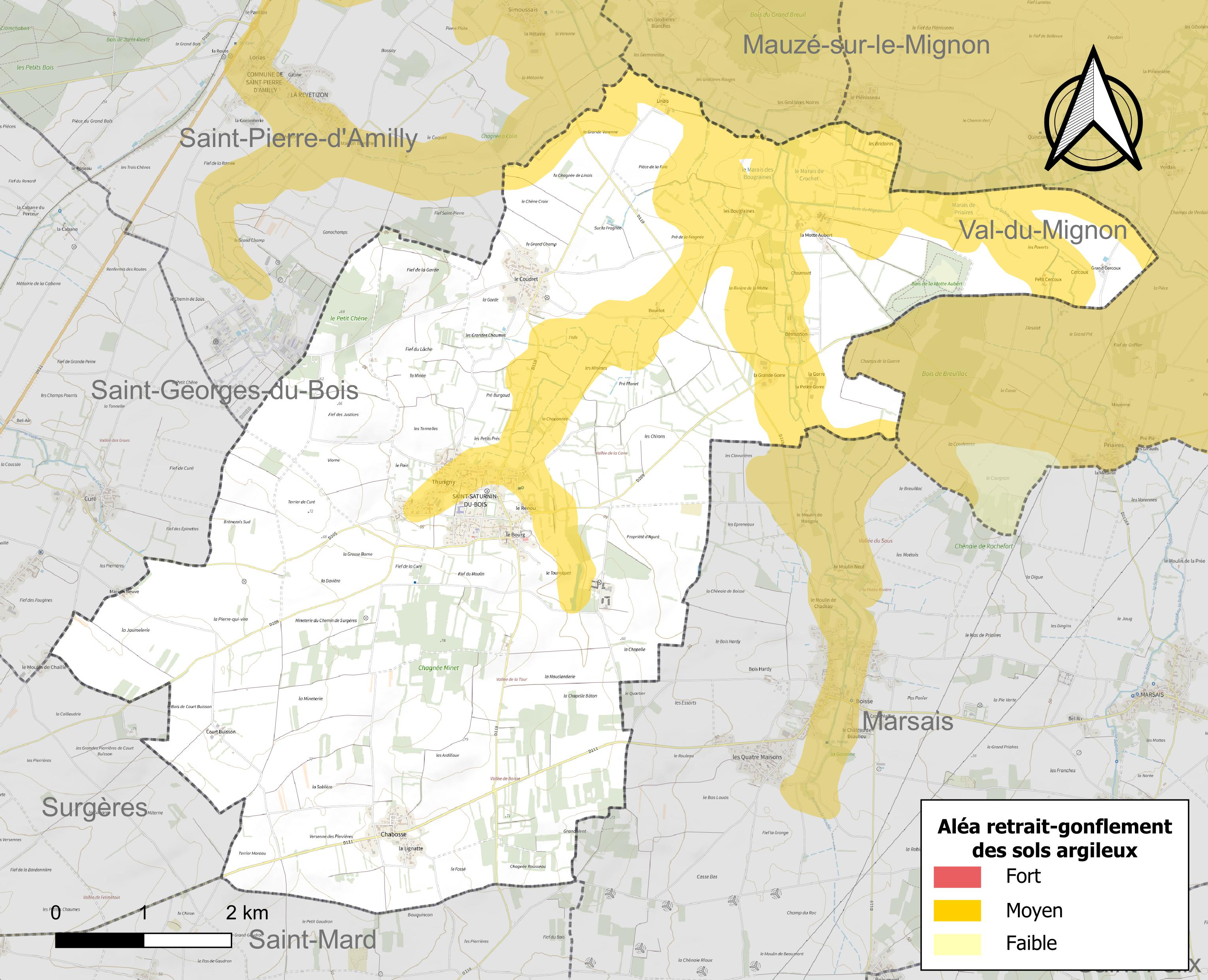
Carte des zones d'aléa retrait-gonflement des sols argileux de Saint-Saturnin-du-Bois.

Les mouvements de terrains susceptibles de se produire sur la commune sont des tassements différentiels.
Le retrait-gonflement des sols argileux est susceptible d'engendrer des dommages importants aux bâtiments en cas d’alternance de périodes de sécheresse et de pluie. 22,3 % de la superficie communale est en aléa moyen ou fort (54,2 % au niveau départemental et 48,5 % au niveau national). Sur les 408 bâtiments dénombrés sur la commune en 2019,  141 sont en aléa moyen ou fort, soit 35 %, à comparer aux 57 % au niveau départemental et 54 % au niveau national. Une cartographie de l'exposition du territoire national au retrait gonflement des sols argileux est disponible sur le site du BRGM,.
Par ailleurs, afin de mieux appréhender le risque d’affaissement de terrain, l'inventaire national des cavités souterraines permet de localiser celles situées sur la commune.
Concernant les mouvements de terrains, la commune a été reconnue en état de catastrophe naturelle au titre des dommages causés par la sécheresse en 2003 et 2005 et par des mouvements de terrain en 1999 et 2010.

#### Risques technologiques
Le risque de transport de matières dangereuses sur la commune est lié à sa traversée par une ou des infrastructures routières ou ferroviaires importantes ou la présence d'une canalisation de transport d'hydrocarbures. Un accident se produisant sur de telles infrastructures est susceptible d’avoir des effets graves sur les biens, les personnes ou l'environnement, selon la nature du matériau transporté. Des dispositions d’urbanisme peuvent être préconisées en conséquence.

## Toponymie
Le toponyme fait référence à saint Saturnin, à qui la paroisse a été dédiée. En 1233, la paroisse de Saint-Saturnin-du-Bois, qui dut être fondée, comme son nom l’indique, au milieu de la forêt, se trouve sous la désignation de Ecclesia Sancti Saturnini de Argechum, nom de la forêt d'Argenson qui faisait office de frontière entre le Poitou et la Saintonge, et qui a évolué d'Ariezhum en Arriacum, Arriazum, Argenchum, Argechon, Argentonium, puis Argenson.

## Histoire
En 2007, une villa gallo-romaine est découverte sur une parcelle concernée par un projet de lotissement (abandonné par la suite). Elle est fouillée préventivement en 2008, mettant au jour un parfait état de conservation de la villa située à proximité directe du bourg, en raison de l'absence de construction et de la non-exploitation agricole de cette parcelle de 10000 m². À partir de 2011, les archéologues ont ainsi mis au jour 10 bâtiments, 214 murs sur plus de 4000 m² de surfaces construite.
Le site est occupé dès le Ier siècle de notre ère. Dans la première moitié du IIe siècle, une villa gallo-romaine est aménagée, dotée d'un bâtiment résidentiel destiné au propriétaire et à sa famille et de bâtiments d'exploitation pour le fonctionnement du domaine agricole. Un important habitat du Haut Moyen-Âge succède à l'occupation antique, réaménageant le domaine après que celui-ci ait subi un incendie entre le IVe siècle et le VIe siècle. Le site est occupé au moins jusqu'au IXe siècle, où la villa évolue vers le village.

## Administration

### Liste des maires
| Période                                  | Période  | Identité            | Étiquette | Qualité                          |
| ---------------------------------------- | -------- | ------------------- | --------- | -------------------------------- |
| 2001                                     | En cours | Marie-Pierre Brunet | PRG       | Conseillère générale (2011-2015) |
| Les données manquantes sont à compléter. |          |                     |           |                                  |

## Démographie

### Évolution démographique
L'évolution du nombre d'habitants est connue à travers les recensements de la population effectués dans la commune depuis 1793. Pour les communes de moins de 10 000 habitants, une enquête de recensement portant sur toute la population est réalisée tous les cinq ans, les populations de référence des années intermédiaires étant quant à elles estimées par interpolation ou extrapolation. Pour la commune, le premier recensement exhaustif entrant dans le cadre du nouveau dispositif a été réalisé en 2008.

En 2022, la commune comptait 910 habitants, en évolution de +4,24 % par rapport à 2016 (Charente-Maritime : +4,04 %, France hors Mayotte : +2,11 %).
| 1793 | 1800 | 1806 | 1821 | 1831  | 1836  | 1841  | 1846  | 1851  |
| ---- | ---- | ---- | ---- | ----- | ----- | ----- | ----- | ----- |
| 786  | 774  | 847  | 991  | 1 148 | 1 087 | 1 116 | 1 110 | 1 089 |

| 1856  | 1861  | 1866  | 1872  | 1876  | 1881  | 1886 | 1891 | 1896 |
| ----- | ----- | ----- | ----- | ----- | ----- | ---- | ---- | ---- |
| 1 077 | 1 103 | 1 110 | 1 100 | 1 073 | 1 086 | 910  | 886  | 869  |

| 1901 | 1906 | 1911 | 1921 | 1926 | 1931 | 1936 | 1946 | 1954 |
| ---- | ---- | ---- | ---- | ---- | ---- | ---- | ---- | ---- |
| 871  | 855  | 870  | 808  | 827  | 815  | 802  | 699  | 706  |

| 1962 | 1968 | 1975 | 1982 | 1990 | 1999 | 2006 | 2008 | 2013 |
| ---- | ---- | ---- | ---- | ---- | ---- | ---- | ---- | ---- |
| 675  | 707  | 648  | 642  | 685  | 746  | 833  | 857  | 859  |

| 2018 | 2022 | - | - | - | - | - | - | - |
| ---- | ---- | - | - | - | - | - | - | - |
| 909  | 910  | - | - | - | - | - | - | - |

## Lieux et monuments

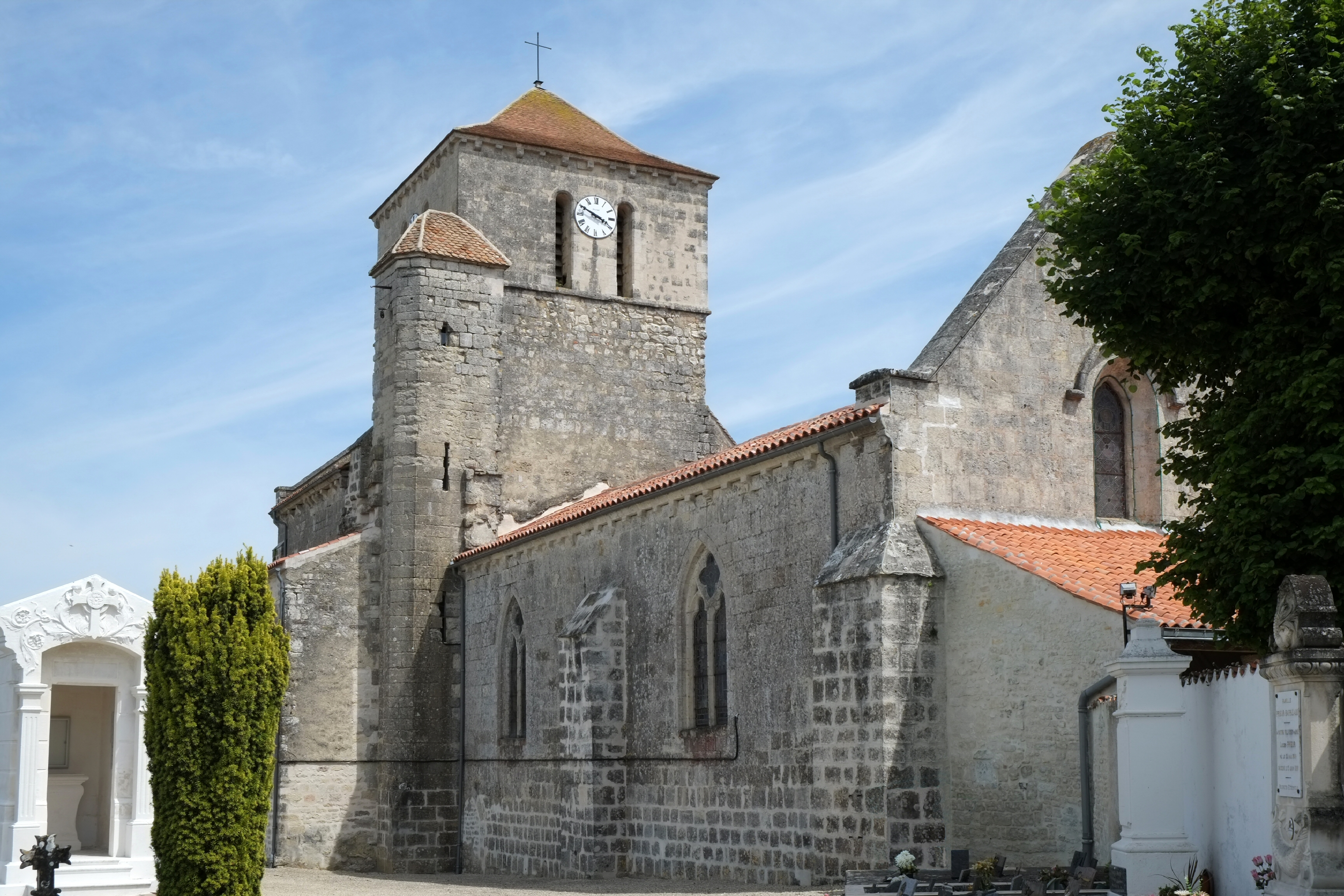
L'église Saint-Saturnin.

- L'église Saint-Saturnin du XIIIe siècle, XIVe siècle et 2e moitié du XVIe siècle est inscrite aux monuments historiques depuis le 26 mai 1986[21]
- Le site archéologique de la villa gallo-romaine[22], a été découvert lors d'un projet de lotissement. Il est fouillé par des archéologues depuis 2008 est ouvert au public depuis 2011, avec des animations estivales (soirées contes, théâtre antique, jeu de pistes, fouilles factices, ateliers de créations d'objets, etc.)[23]. Le site a été occupé 800 ans, soit du Ier siècle au IXe siècle, avec une villa de 2000 m2, avec :

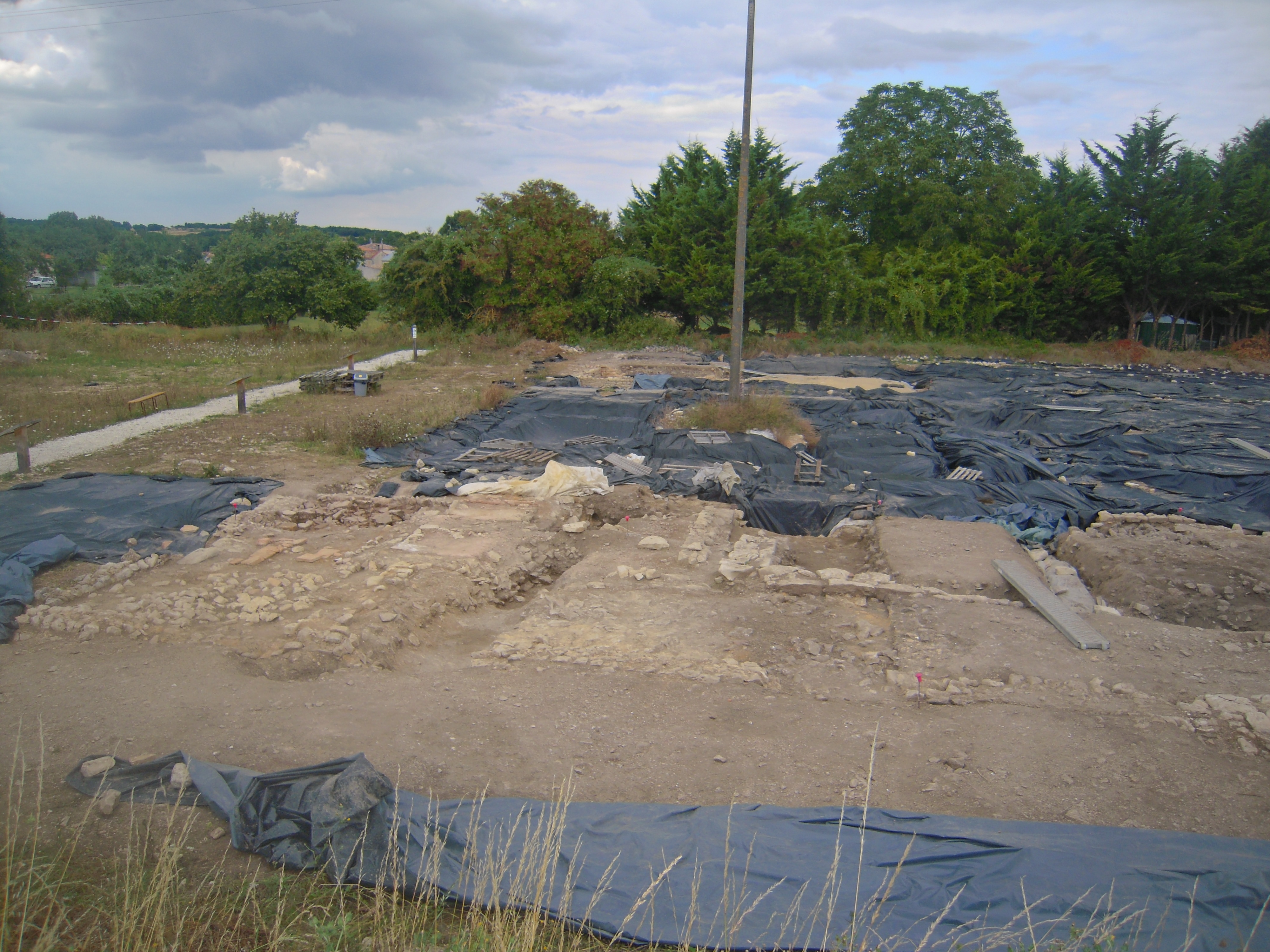
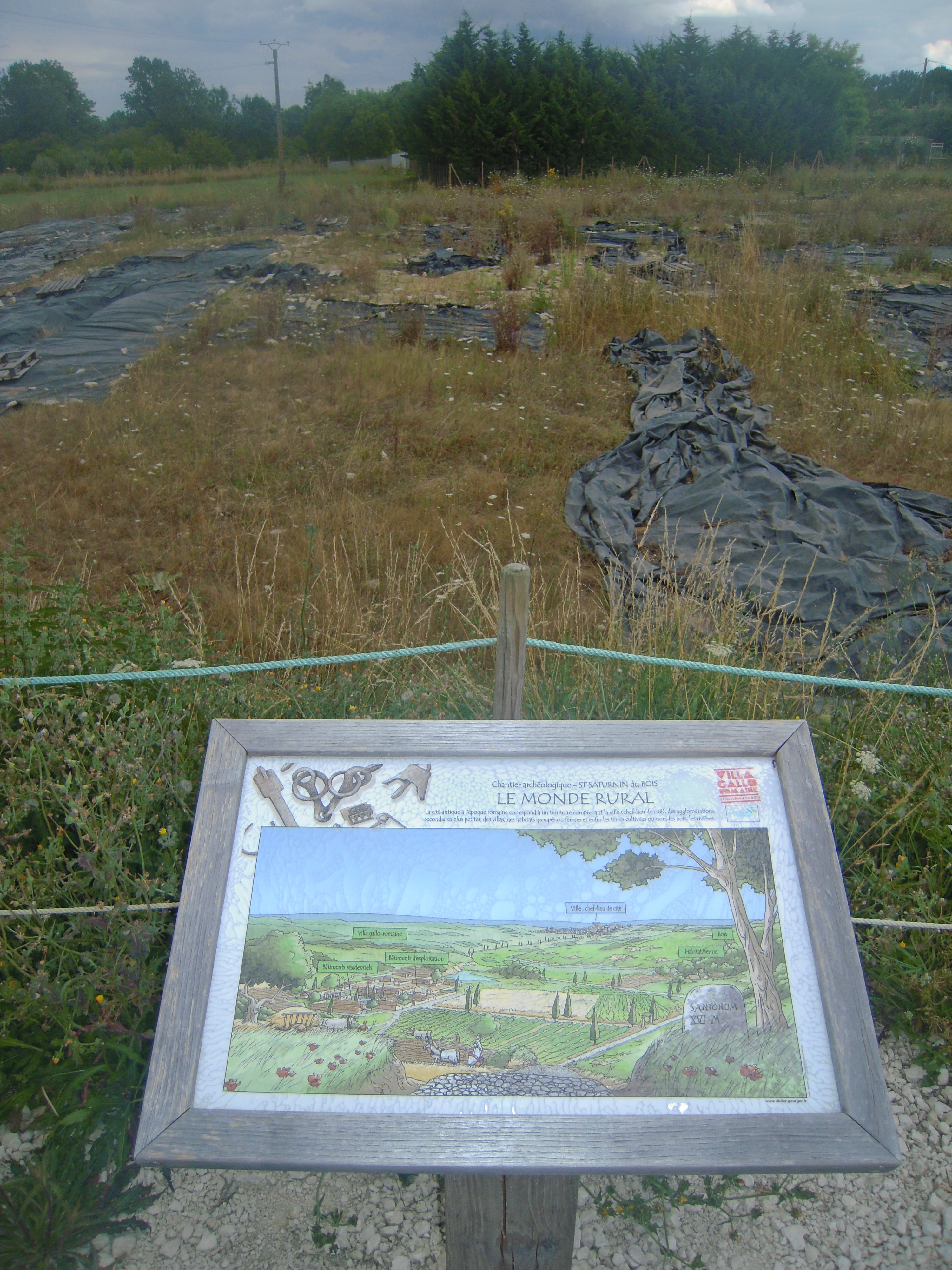
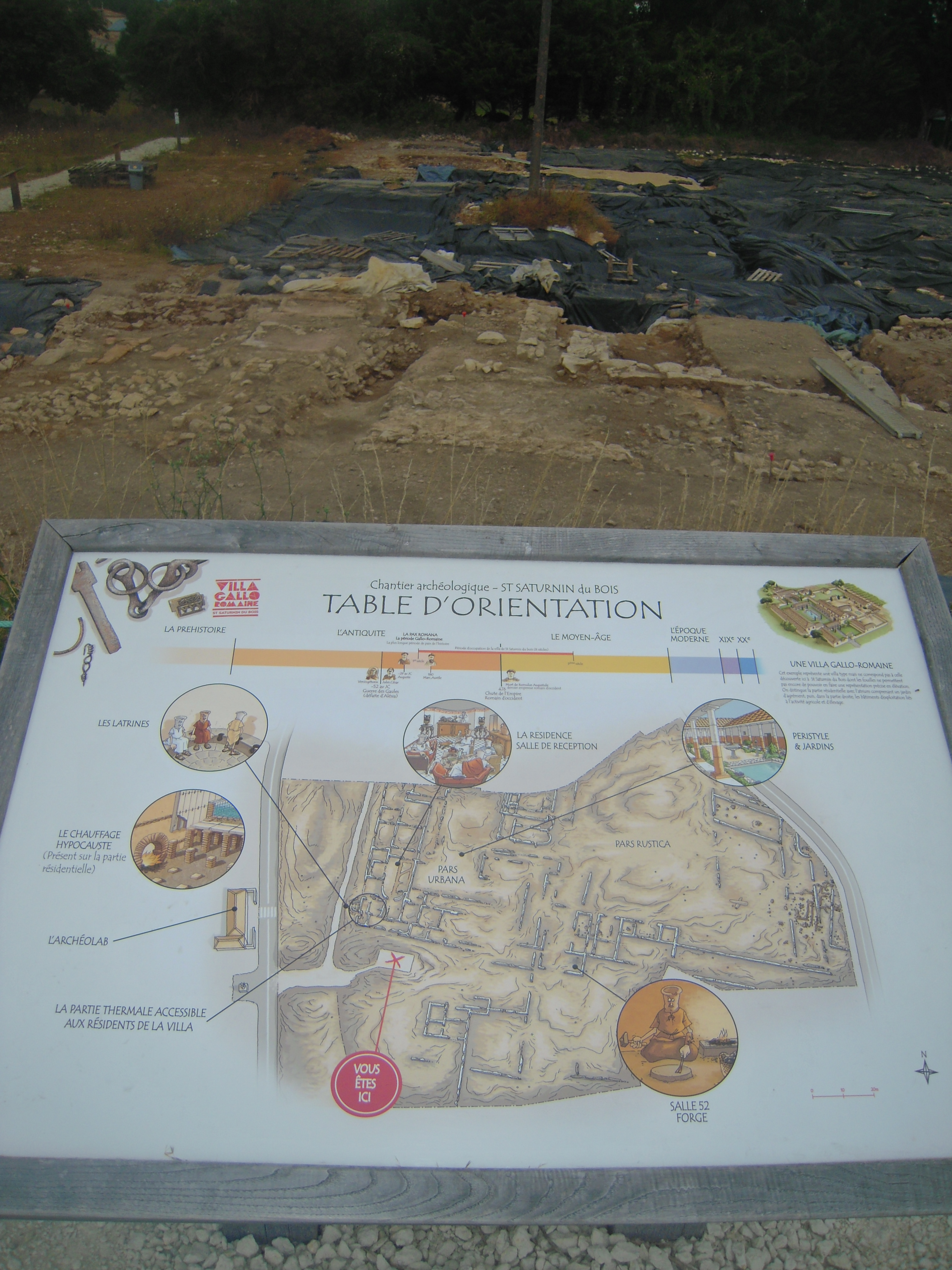
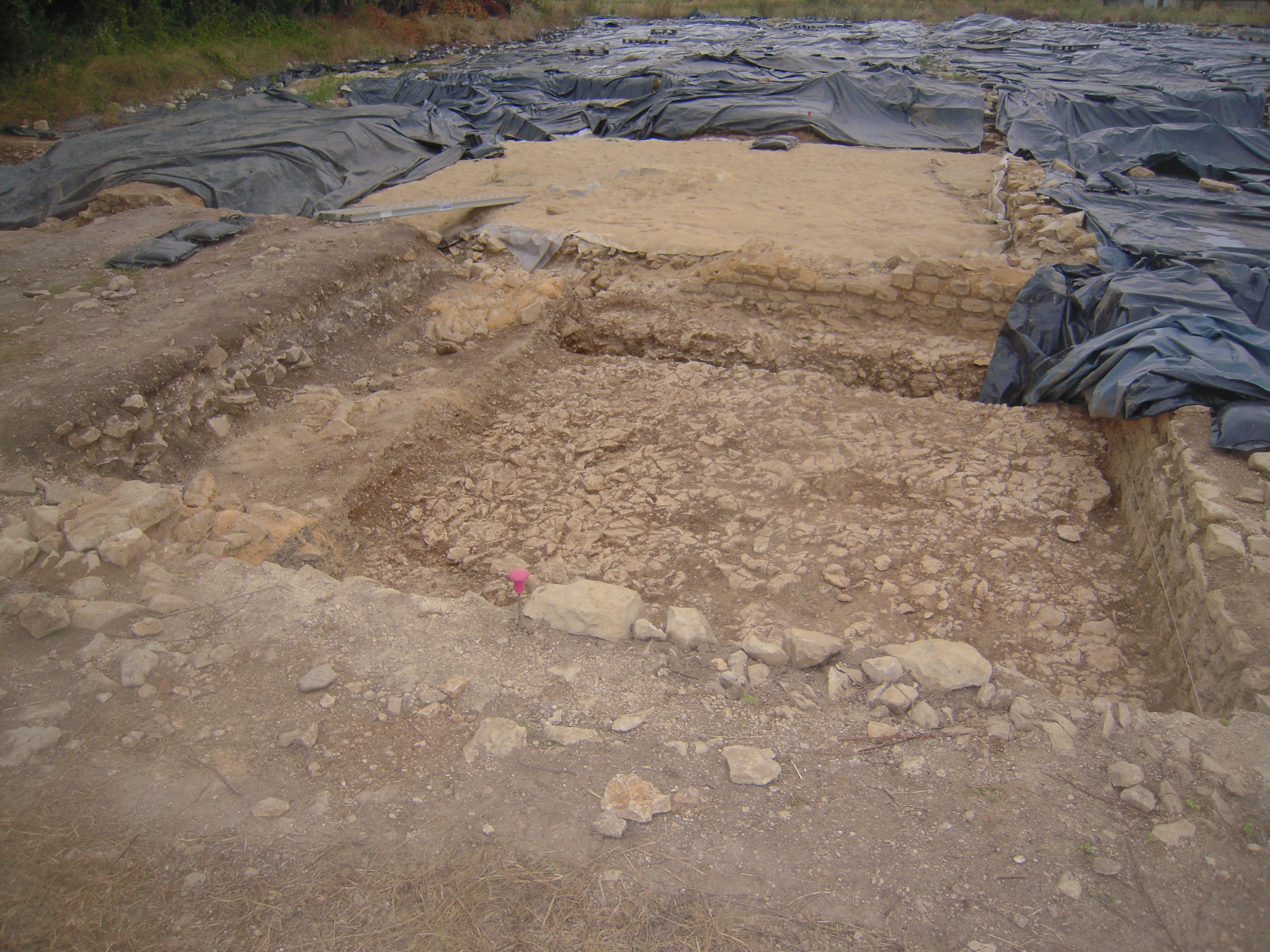
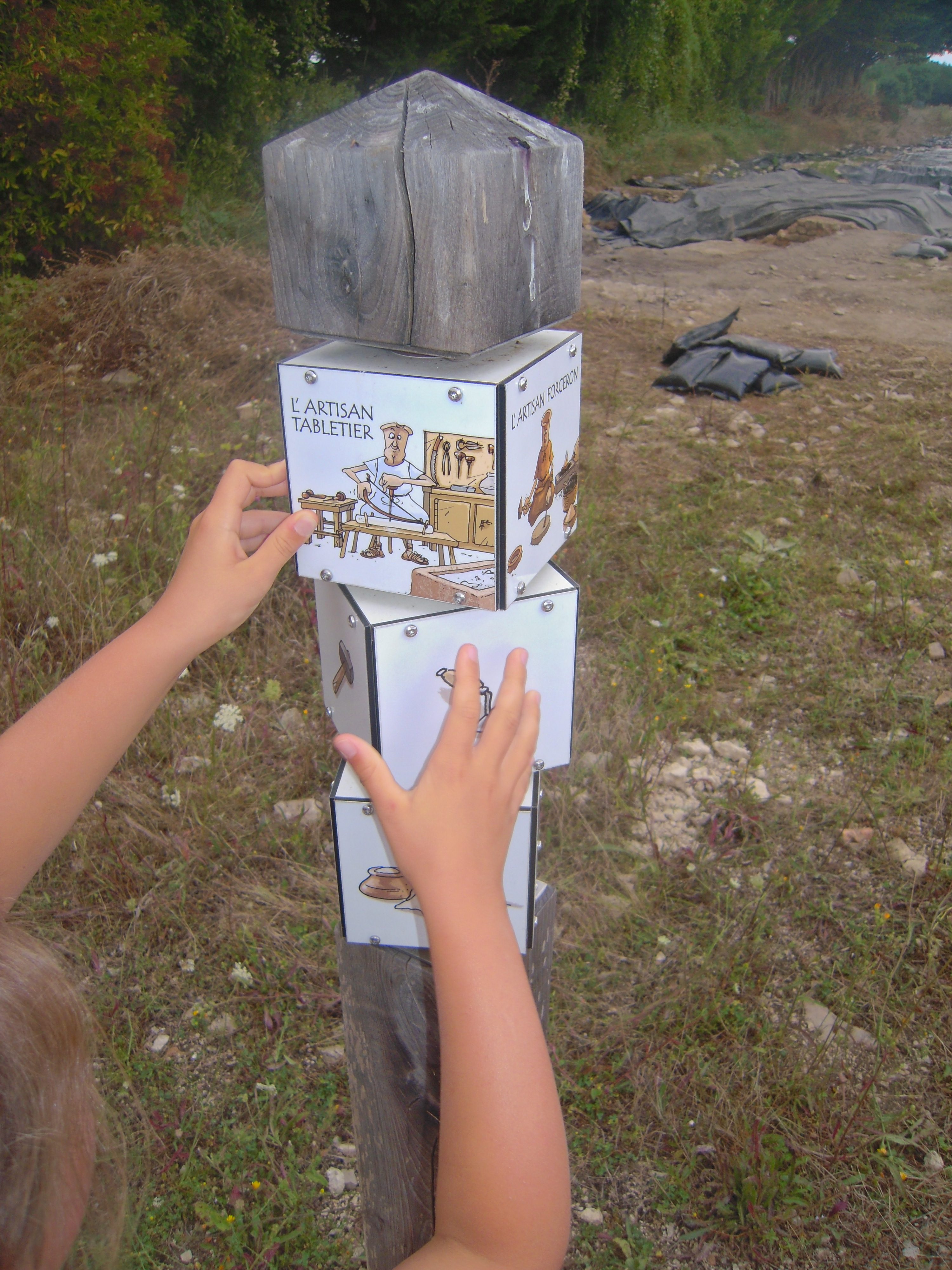

  - une forge
  - des écuries
  - des thermes

## Personnalités liées à la commune
- Pierre-Charles Ruamps, né le 29 décembre 1750 à Saint-Saturnin-du-Bois, mort le 15 avril 1808 à Saint-Jean-d'Angély, était un homme politique français